# Phryxe confusa
Phryxe confusa là một loài ruồi trong họ Tachinidae.